# Grand Prix Formule 1 van Monaco 2025
De Grand Prix Formule 1 van Monaco 2025 werd verreden op 25 mei op het Circuit de Monaco in Monte Carlo. Het was de achtste race van het seizoen.
De Grand Prix is gekenmerkt door meerdere ingrijpende veranderingen. Voor het eerst in de geschiedenis heeft het evenement een officiële titelsponsor. De race draagt de naam Formula 1 TAG Heuer Grand Prix de Monaco 2025, als resultaat van een nieuwe samenwerking tussen TAG Heuer en de Formule 1-organisatie. Deze stap is gezet om de financiële basis van de race te versterken en de toekomst ervan op de Formule 1-kalender veilig te stellen.
Daarnaast heeft de FIA besloten een verplichte tweestopstrategie in te voeren voor deze editie van de race. Coureurs moeten tijdens de race minimaal twee pitstops maken, ongeacht de weersomstandigheden. Daarbij zijn ze verplicht om ten minste drie verschillende sets banden te gebruiken, met minimaal twee verschillende compounds in droge omstandigheden. Deze maatregel is genomen om het gebrek aan inhaalmogelijkheden op het nauwe stratencircuit te compenseren door meer nadruk te leggen op strategische keuzes.

## Vrije trainingen

### Uitslagen
- Enkel de top vijf wordt weergegeven.

| Vrije training 1 | Pos. | Nr. | Coureur         | Constructeur               | Tijd     |
| ---------------- | ---- | --- | --------------- | -------------------------- | -------- |
| Vrije training 1 | 1    | 16  | Charles Leclerc | Ferrari                    | 1:11.964 |
| Vrije training 1 | 2    | 1   | Max Verstappen  | Red Bull Racing-Honda RBPT | 1:12.127 |
| Vrije training 1 | 3    | 4   | Lando Norris    | McLaren-Mercedes           | 1:12.290 |
| Vrije training 1 | 4    | 23  | Alexander Albon | Williams-Mercedes          | 1:12.314 |
| Vrije training 1 | 5    | 81  | Oscar Piastri   | McLaren-Mercedes           | 1:12.342 |
| Vrije training 2 | Pos. | Nr. | Coureur         | Constructeur               | Tijd     |
| Vrije training 2 | 1    | 16  | Charles Leclerc | Ferrari                    | 1:11.355 |
| Vrije training 2 | 2    | 81  | Oscar Piastri   | McLaren-Mercedes           | 1:11.393 |
| Vrije training 2 | 3    | 44  | Lewis Hamilton  | Ferrari                    | 1:11.460 |
| Vrije training 2 | 4    | 4   | Lando Norris    | McLaren-Mercedes           | 1:11.677 |
| Vrije training 2 | 5    | 30  | Liam Lawson     | Racing Bulls-Honda RBPT    | 1:11.823 |
| Vrije training 3 | Pos. | Nr. | Coureur         | Constructeur               | Tijd     |
| Vrije training 3 | 1    | 16  | Charles Leclerc | Ferrari                    | 1:10.953 |
| Vrije training 3 | 2    | 1   | Max Verstappen  | Red Bull Racing-Honda RBPT | 1:11.233 |
| Vrije training 3 | 3    | 4   | Lando Norris    | McLaren-Mercedes           | 1:11.247 |
| Vrije training 3 | 4    | 81  | Oscar Piastri   | McLaren-Mercedes           | 1:11.398 |
| Vrije training 3 | 5    | 44  | Lewis Hamilton  | Ferrari                    | 1:11.516 |

## Kwalificatie
Lando Norris behaalde de elfde pole position in zijn carrière.
| Pos.                   | Nr. | Coureur           | Constructeur               | Kwalificatietijden | Kwalificatietijden | Kwalificatietijden | Grid  |
| Pos.                   | Nr. | Coureur           | Constructeur               | Q1                 | Q2                 | Q3                 | Grid  |
| ---------------------- | --- | ----------------- | -------------------------- | ------------------ | ------------------ | ------------------ | ----- |
| 1                      | 4   | Lando Norris      | McLaren-Mercedes           | 1:11.285           | 1:10.570           | 1:09.954           | 1     |
| 2                      | 16  | Charles Leclerc   | Ferrari                    | 1:11.229           | 1:10.581           | 1:10.063           | 2     |
| 3                      | 81  | Oscar Piastri     | McLaren-Mercedes           | 1:11.308           | 1:10.858           | 1:10.129           | 3     |
| 4                      | 44  | Lewis Hamilton    | Ferrari                    | 1:11.575           | 1:10.883           | 1:10.382           | 7 *1  |
| 5                      | 1   | Max Verstappen    | Red Bull Racing-Honda RBPT | 1:11.431           | 1:10.875           | 1:10.669           | 4     |
| 6                      | 6   | Isack Hadjar      | Racing Bulls-Honda RBPT    | 1:11.811           | 1:11.040           | 1:10.923           | 5     |
| 7                      | 14  | Fernando Alonso   | Aston Martin-Mercedes      | 1:11.674           | 1:11.182           | 1:10.924           | 6     |
| 8                      | 31  | Esteban Ocon      | Haas-Ferrari               | 1:11.839           | 1:11.262           | 1:10.942           | 8     |
| 9                      | 30  | Liam Lawson       | Racing Bulls-Honda RBPT    | 1:11.818           | 1:11.250           | 1:11.129           | 9     |
| 10                     | 23  | Alexander Albon   | Williams-Mercedes          | 1:11.629           | 1:10.732           | 1:11.213           | 10    |
| 11                     | 55  | Carlos Sainz jr.  | Williams-Mercedes          | 1:11.707           | 1:11.362           |                    | 11    |
| 12                     | 22  | Yuki Tsunoda      | Red Bull Racing-Honda RBPT | 1:11.800           | 1:11.415           |                    | 12    |
| 13                     | 27  | Nico Hülkenberg   | Kick Sauber-Ferrari        | 1:11.871           | 1:11.596           |                    | 13    |
| 14                     | 63  | George Russell    | Mercedes                   | 1:11.507           | Geen tijd          |                    | 14    |
| 15                     | 12  | Kimi Antonelli    | Mercedes                   | 1:11.880           | Geen tijd          |                    | 15    |
| 16                     | 5   | Gabriel Bortoleto | Kick Sauber-Ferrari        | 1:11.902           |                    |                    | 16    |
| 17                     | 87  | Oliver Bearman    | Haas-Ferrari               | 1:11.979           |                    |                    | 20 *2 |
| 18                     | 10  | Pierre Gasly      | Alpine-Renault             | 1:11.994           |                    |                    | 17    |
| 19                     | 18  | Lance Stroll      | Aston Martin-Mercedes      | 1:12.563           |                    |                    | 19 *3 |
| 20                     | 43  | Franco Colapinto  | Alpine-Renault             | 1:12.597           |                    |                    | 18    |
| Q1 107% tijd: 1:16.215 |     |                   |                            |                    |                    |                    |       |
| Bron: formula1.com     |     |                   |                            |                    |                    |                    |       |

*1 Lewis Hamilton kreeg een gridstraf van drie plaatsen vanwege het hinderen van Max Verstappen in de eerste kwalificatiesessie in bocht 3.

*2 Oliver Bearman kreeg een gridstraf van tien plaatsen omdat hij onder de rode vlag Carlos Sainz jr. inhaalde tijdens de tweede vrije training.

*3 Lance Stroll kreeg een gridstraf van één plaats voor het plotseling naar rechts sturen op het stratencircuit bij bocht 6 waardoor Charles Leclerc op hem botste tijdens de tweede vrije training. Hij kreeg tevens een gridstraf van drie plaatsen vanwege het hinderen van Pierre Gasly in de eerste kwalificatiesessie in bocht 10.

## Wedstrijd
Lando Norris behaalde de zesde Grand Prix-overwinning in zijn carrière.
| Pos.               | Nr. | Coureur           | Constructeur               | Rondes | Tijd / Oorzaak Uitval | Grid | Punten |
| ------------------ | --- | ----------------- | -------------------------- | ------ | --------------------- | ---- | ------ |
| 1                  | 4   | Lando Norris      | McLaren-Mercedes           | 78     | 1:40:33.843           | 1    | 25 S   |
| 2                  | 16  | Charles Leclerc   | Ferrari                    | 78     | +3.131                | 2    | 18     |
| 3                  | 81  | Oscar Piastri     | McLaren-Mercedes           | 78     | +3.658                | 3    | 15     |
| 4                  | 1   | Max Verstappen    | Red Bull Racing-Honda RBPT | 78     | +20.572               | 4    | 12     |
| 5                  | 44  | Lewis Hamilton    | Ferrari                    | 78     | +51.387               | 7    | 10     |
| 6                  | 6   | Isack Hadjar      | Racing Bulls-Honda RBPT    | 77     | +1 ronde              | 5    | 8      |
| 7                  | 31  | Esteban Ocon      | Haas-Ferrari               | 77     | +1 ronde              | 8    | 6      |
| 8                  | 30  | Liam Lawson       | Racing Bulls-Honda RBPT    | 77     | +1 ronde              | 9    | 4      |
| 9                  | 23  | Alexander Albon   | Williams-Mercedes          | 76     | +2 rondes             | 10   | 2      |
| 10                 | 55  | Carlos Sainz jr.  | Williams-Mercedes          | 76     | +2 rondes             | 11   | 1      |
| 11                 | 63  | George Russell    | Mercedes                   | 76     | +2 rondes             | 14   |        |
| 12                 | 87  | Oliver Bearman    | Haas-Ferrari               | 76     | +2 rondes             | 20   |        |
| 13                 | 43  | Franco Colapinto  | Alpine-Renault             | 76     | +2 rondes             | 18   |        |
| 14                 | 5   | Gabriel Bortoleto | Kick Sauber-Ferrari        | 76     | +2 rondes             | 16   |        |
| 15                 | 18  | Lance Stroll      | Aston Martin-Mercedes      | 76     | +2 rondes             | 19   |        |
| 16                 | 27  | Nico Hülkenberg   | Kick Sauber-Ferrari        | 76     | +2 rondes             | 13   |        |
| 17                 | 22  | Yuki Tsunoda      | Red Bull Racing-Honda RBPT | 76     | +2 rondes             | 12   |        |
| 18                 | 12  | Kimi Antonelli    | Mercedes                   | 75     | +3 rondes             | 15   |        |
| DNF                | 14  | Fernando Alonso   | Aston Martin-Mercedes      | 36     | Motor                 | 6    |        |
| DNF                | 10  | Pierre Gasly      | Alpine-Renault             | 7      | Botsingschade         | 17   |        |
| Bron: formula1.com |     |                   |                            |        |                       |      |        |

S Lando Norris reed voor de zeventiende keer in zijn carrière een snelste ronde.

## Tussenstanden wereldkampioenschap
Betreft tussenstanden voor het wereldkampioenschap na afloop van de race.

### Coureurs
| Pos. | Nr. | Coureur           | Constructeur               | Punten |
| ---- | --- | ----------------- | -------------------------- | ------ |
| 1    | 81  | Oscar Piastri     | McLaren-Mercedes           | 161    |
| 2    | 4   | Lando Norris      | McLaren-Mercedes           | 158    |
| 3    | 1   | Max Verstappen    | Red Bull Racing-Honda RBPT | 136    |
| 4    | 63  | George Russell    | Mercedes                   | 99     |
| 5    | 16  | Charles Leclerc   | Ferrari                    | 79     |
| 6    | 44  | Lewis Hamilton    | Ferrari                    | 63     |
| 7    | 12  | Kimi Antonelli    | Mercedes                   | 48     |
| 8    | 23  | Alexander Albon   | Williams-Mercedes          | 42     |
| 9    | 31  | Esteban Ocon      | Haas-Ferrari               | 20     |
| 10   | 6   | Isack Hadjar      | Racing Bulls-Honda RBPT    | 15     |
| 11   | 18  | Lance Stroll      | Aston Martin-Mercedes      | 14     |
| 12   | 55  | Carlos Sainz jr.  | Williams-Mercedes          | 12     |
| 13   | 22  | Yuki Tsunoda      | Red Bull Racing-Honda RBPT | 10     |
| 14   | 10  | Pierre Gasly      | Alpine-Renault             | 7      |
| 15   | 27  | Nico Hülkenberg   | Kick Sauber-Ferrari        | 6      |
| 16   | 87  | Oliver Bearman    | Haas-Ferrari               | 6      |
| 17   | 30  | Liam Lawson       | Racing Bulls-Honda RBPT    | 4      |
| 18   | 14  | Fernando Alonso   | Aston Martin-Mercedes      | 0      |
| 19   | 7   | Jack Doohan       | Alpine-Renault             | 0      |
| 20   | 43  | Franco Colapinto  | Alpine-Renault             | 0      |
| 21   | 5   | Gabriel Bortoleto | Kick Sauber-Ferrari        | 0      |

### Constructeurs
| Pos. | Constructeur               | Punten |
| ---- | -------------------------- | ------ |
| 1    | McLaren-Mercedes           | 319    |
| 2    | Mercedes                   | 147    |
| 3    | Red Bull Racing-Honda RBPT | 143    |
| 4    | Ferrari                    | 142    |
| 5    | Williams-Mercedes          | 54     |
| 6    | Haas-Ferrari               | 26     |
| 7    | Racing Bulls-Honda RBPT    | 22     |
| 8    | Aston Martin-Mercedes      | 14     |
| 9    | Alpine-Renault             | 7      |
| 10   | Kick Sauber-Ferrari        | 6      |